# Copelatus bilunatus
Copelatus bilunatus är en skalbaggsart som beskrevs av Guignot 1955. Copelatus bilunatus ingår i släktet Copelatus och familjen dykare. Inga underarter finns listade i Catalogue of Life.